# Lộc Ninh (huyện)
Lộc Ninh là một huyện biên giới thuộc tỉnh Bình Phước, Việt Nam.
Huyện lỵ của huyện là thị trấn Lộc Ninh. Lộc Ninh có các địa điểm tham quan như Nhà giao tế Lộc Ninh, Căn cứ Tà Thiết, Kho xăng Lộc Quang – Lộc Hoà, sân bay Lộc Ninh. Lộc Ninh là cửa ngõ giao thương với Campuchia của tỉnh Bình Phước qua Cửa khẩu Hoa Lư, Quốc lộ 13 từ Thủ Dầu Một, Bình Dương đi qua huyện đến thẳng biên giới Campuchia.

## Địa lý
Lộc Ninh là huyện vùng sâu của tỉnh Bình Phước, có vị trí địa lý: 
- Phía bắc và phía tây giáp Campuchia
- Phía đông giáp huyện Bù Đốp, huyện Bù Gia Mập và huyện Phú Riềng
- Phía nam giáp thị xã Bình Long và huyện Hớn Quản
- Phía tây nam giáp huyện Tân Châu, tỉnh Tây Ninh

Huyện Lộc Ninh với diện tích 853,95 km², dân số ước đạt đến 115.268 người.

### Địa hình
Địa hình trung du, độ cao trung bình từ 70m đến 220m, trung tâm huyện là khu vực thị trấn Lộc Ninh và xã Lộc Tấn có nhiều đồi thấp nối tiếp nhau, phía bắc và tây bắc có địa hình khá bằng phẳng.

## Hành chính

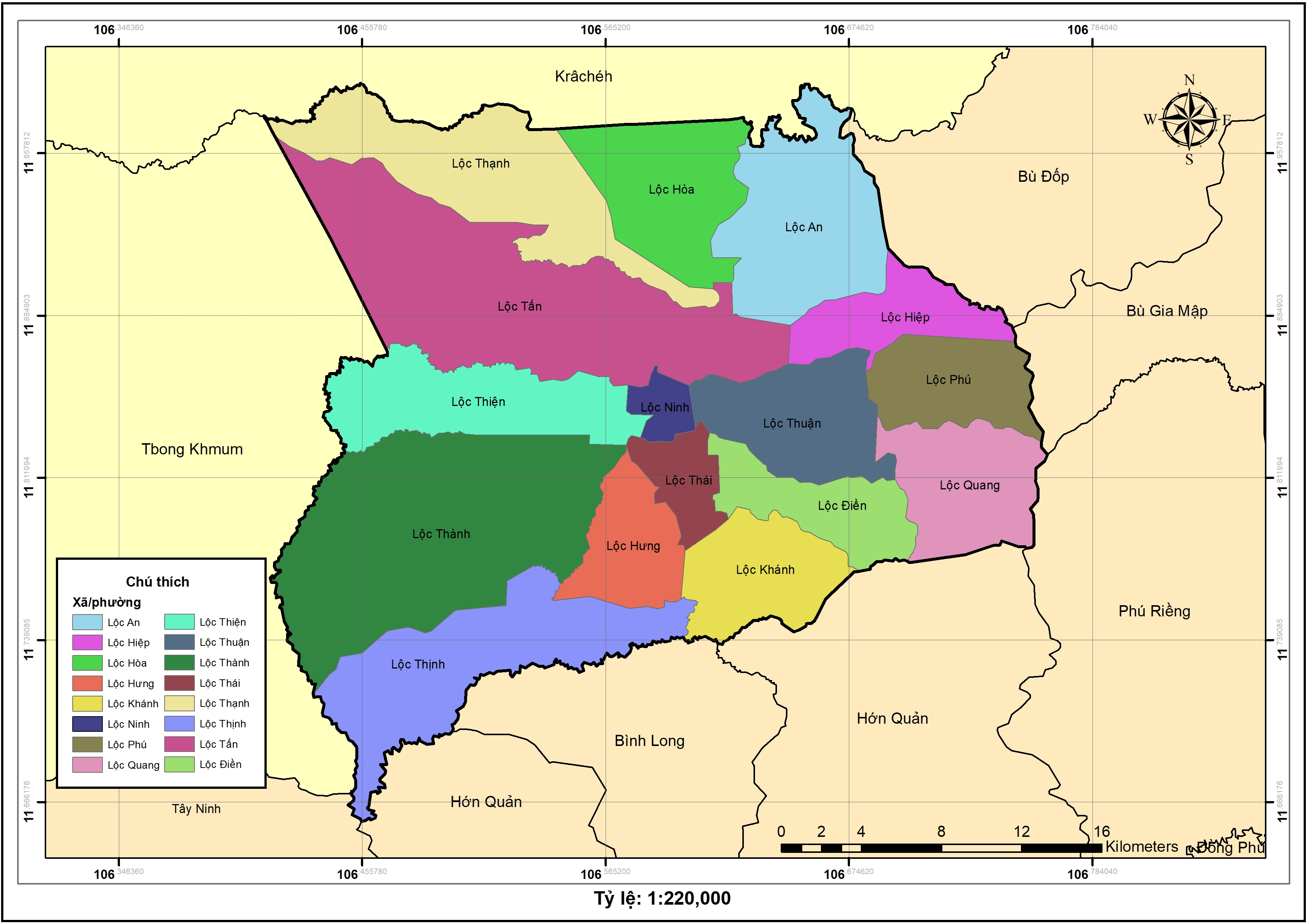
Bản đồ hành chính huyện Lộc Ninh

Huyện Lộc Ninh hiện có 16 đơn vị hành chính cấp xã trực thuộc, bao gồm thị trấn Lộc Ninh và 15 xã: Lộc An, Lộc Điền, Lộc Hiệp, Lộc Hòa, Lộc Hưng, Lộc Khánh, Lộc Phú, Lộc Quang, Lộc Tấn, Lộc Thái, Lộc Thạnh, Lộc Thành, Lộc Thiện, Lộc Thịnh, Lộc Thuận.
| Đơn vị hành chính cấp xã           | Thị trấn Lộc Ninh | Xã Lộc An | Xã Lộc Điền | Xã Lộc Hiệp | Xã Lộc Hòa | Xã Lộc Hưng | Xã Lộc Khánh | Xã Lộc Phú | Xã Lộc Quang | Xã Lộc Tấn | Xã Lộc Thái | Xã Lộc Thạnh | Xã Lộc Thành | Xã Lộc Thiện | Xã Lộc Thịnh | Xã Lộc Thuận |
| ---------------------------------- | ----------------- | --------- | ----------- | ----------- | ---------- | ----------- | ------------ | ---------- | ------------ | ---------- | ----------- | ------------ | ------------ | ------------ | ------------ | ------------ |
| Diện tích (km²)                    | 8,43              | 64,58     | 38,86       | 29,06       | 50,58      | 30          | 36,30        | 30,26      | 45,45        | 138,05     | 15,70       | 74,49        | 114,96       | 56,60        | 78,57        | 49,49        |
| Dân số (người)                     | 11.148            | 6.903     | 7.572       | 6.882       | 4.320      | 7.655       | 6.007        | 7.035      | 5.714        | 7.376      | 7.595       | 5.412        | 5.749        | 6.870        | 4.057        | 7.818        |
| Mật độ dân số (người/km²)          | 1.322             | 107       | 195         | 237         | 85         | 255         | 165          | 232        | 126          | 53         | 484         | 73           | 50           | 121          | 52           | 158          |
| Nguồn: Bộ Thông tin & Truyền thông |                   |           |             |             |            |             |              |            |              |            |             |              |              |              |              |              |

## Lịch sử
Huyện Lộc Ninh trước đây vốn là một tổng thuộc quận Hớn Quản, tỉnh Thủ Dầu Một.
Năm 1957, khi tỉnh Bình Long được thành lập, thì Lộc Ninh là một trong 2 quận của tỉnh này. Lúc đó quận Lộc Ninh có 18 xã với 95 ấp.
Năm 1960, do hợp nhất một số xã nên quận Lộc Ninh còn 10 xã.
• Ngày 07 tháng 4 năm 1972, Lộc Ninh thuộc quyền kiểm soát của Cộng hòa Miền Nam Việt Nam
• 1972-1975: Lộc Ninh đã trở thành thủ phủ của Chính phủ Cách mạng lâm thời Cộng hoà Miền Nam Việt Nam.
• Nơi đây là căn cứ Bộ chỉ huy Quân ủy Miền Nam, cũng là nơi đặt sở chỉ huy chiến dịch Hồ Chí Minh lịch sử
• Lộc Ninh còn là đoạn cuối của tuyến đường Hồ Chí Minh, một trong những nơi quan trọng nối liền huyết mạch giao thông, tiếp nhận chi viện từ hậu phương miền Bắc với Hậu cần chiến trường Nam bộ B2;
• Nơi đây (tại sân bay Lộc Ninh) đã diễn ra sự kiện trao trả tù binh giữa Chính phủ Cách mạng lâm thời Cộng hoà Miền Nam Việt Nam và Việt Nam Cộng hoà.
Năm 1976, huyện Lộc Ninh thuộc tỉnh Sông Bé mới được thành lập.
Năm 1977, huyện Lộc Ninh cùng với 2 huyện: Chơn Thành và Hớn Quản hợp nhất thành huyện Bình Long.
Huyện Lộc Ninh được tái lập theo Quyết định số 34-CP của Hội đồng Chính phủ ngày 9 tháng 2 năm 1978 trên cơ sở tách một số xã của 2 huyện Phước Long (gồm: Thiện Hưng, Hưng Phước, Tân Hòa, Tân Tiến, Bù Tam) và huyện Bình Long (gồm: Lộc Hiệp, Lộc Thành, Lộc Hưng, Lộc Quảng, Lộc Khánh, Lộc Tấn, Lộc Thắng).
Khi mới tái lập, huyện Lộc Ninh gồm 12 xã: Bù Tam, Hưng Phước, Lộc Hiệp, Lộc Hưng, Lộc Khánh, Lộc Quảng, Lộc Tấn, Lộc Thắng, Lộc Thành, Tân Hòa, Tân Tiến và Thiện Hưng.
Ngày 10 tháng 9 năm 1981, thành lập xã Lộc Hòa.
Ngày 17 tháng 7 năm 1986, chia xã Lộc Hòa thành 2 xã: Lộc Hòa và Lộc An.
Ngày 29 tháng 8 năm 1994, Chính phủ ban hành Nghị định 104-CP. Theo đó:
- Thành lập thị trấn Lộc Ninh (thị trấn huyện lỵ huyện Lộc Ninh) trên cơ sở một phần diện tích tự nhiên và nhân khẩu của xã Lộc Tấn
- Hợp nhất 2 xã Tân Hòa và Bù Tam thành xã Thanh Hòa.
- Đổi tên xã Lộc Thắng thành xã Lộc Thái.

Ngày 6 tháng 11 năm 1996, tỉnh Bình Phước được tái lập từ tỉnh Sông Bé cũ, huyện Lộc Ninh thuộc tỉnh Bình Phước.
Ngày 26 tháng 12 năm 1997, thành lập xã Tân Thành trên cơ sở 4.050 ha diện tích tự nhiên và 4.539 nhân khẩu của xã Tân Tiến.
Ngày 18 tháng 3 năm 1998, Chính phủ ban hành Nghị định 119/1998/NĐ-CP. Theo đó:
- Thành lập xã Lộc Thiện trên cơ sở 5.000 ha diện tích tự nhiên và 811 nhân khẩu của xã Lộc Thành; 660 ha diện tích tự nhiên và 5.050 nhân khẩu của xã Lộc Thái
- Thành lập xã Lộc Điền trên cơ sở 3.886 ha diện tích tự nhiên và 5.856 nhân khẩu của xã Lộc Khánh
- Thành lập xã Lộc Thuận trên cơ sở 1.520 ha diện tích tự nhiên và 1.106 nhân khẩu của xã Lộc Thái; 3.429 ha diện tích tự nhiên và 4.655 nhân khẩu của xã Lộc Khánh.

Ngày 20 tháng 2 năm 2003, huyện Bù Đốp được tái lập trên cơ sở tách một phần huyện Lộc Ninh, bao gồm 5 xã: Hưng Phước, Thiện Hưng, Thanh Hòa, Tân Tiến và Tân Thành. Do đó diện tích huyện Lộc Ninh giảm từ 1.236,8 km² xuống còn 863 km², gồm thị trấn Lộc Ninh và 12 xã: Lộc An, Lộc Điền, Lộc Hiệp, Lộc Hòa, Lộc Hưng, Lộc Khánh, Lộc Quảng, Lộc Tấn, Lộc Thái, Lộc Thành, Lộc Thiện, Lộc Thuận.
Ngày 16 tháng 5 năm 2005, Chính phủ ban hành Nghị định 60/2005/NĐ-CP. Theo đó:
- Thành lập xã Lộc Thạnh trên cơ sở 7.449 ha diện tích tự nhiên và 5.412 nhân khẩu của xã Lộc Tấn
- Thành lập xã Lộc Thịnh trên cơ sở 6.272 ha diện tích tự nhiên và 1.657 nhân khẩu của xã Lộc Thành; 85 ha diện tích tự nhiên và 98 nhân khẩu của xã Lộc Khánh; 1.500 ha diện tích tự nhiên và 2.302 nhân khẩu của xã Lộc Hưng.

Ngày 1 tháng 3 năm 2008, thành lập xã Lộc Phú trên cơ sở điều chỉnh 3.026 ha diện tích tự nhiên và 7.035 nhân khẩu của xã Lộc Quang.
Huyện Lộc Ninh có 1 thị trấn và 15 xã như hiện nay.

## Kinh tế
Nền kinh tế của Lộc Ninh dựa chủ yếu vào nông nghiệp. Ở Lộc Ninh cũng phát triển các loại cây công nghiệp như cao su, cà phê, điều, tiêu và các loại cây ăn quả lâu năm. Lộc Ninh là vùng đất phì nhiêu, đất ở đây chủ yếu là đất đỏ bazan.
Người dân Lộc Ninh có mức sống trung bình thuộc loại thấp ở Việt Nam. Điều này đã dẫn đến sự di cư vì lý do kinh tế của một bộ phận người dân ở đây sang vùng khác để tìm kiếm cơ hội tốt hơn.